# 5. Flak-Brigade (E.Tr.)
Die 5. Flak-Brigade (E.Tr.) war ein Kampfverband in Brigadestärke der Luftwaffe im Zweiten Weltkrieg. Die Aufstellung des Brigadestabes erfolgte am 8. Oktober 1944 durch Umwandlung des Brigadestabes der 5. Flak-Brigade. Einziger Kommandeur der Brigade wurde Oberst Oskar Baur. Der Namenszusatz E.Tr. resultierte aus der Tatsache heraus, dass der Brigadestab mit Gefechtsstand in Berlin-Lankwitz für den Eisenbahntransportschutz (E.Tr.) verantwortlich zeichnete.

## Einsatzgeschichte
Die primäre Aufgabe des Brigadestabes lag in der Abwehr feindlicher Tieffliegerangriffe auf die Eisenbahntransportwege der Wehrmacht. Nach der Alliierten Landung in der Normandie nahm die Anzahl solcher, hauptsächlich von Jagdbombern durchgeführten Angriffe in beachtlichem Maße zu, sodass eine zentrale Führung der bisher lose eingesetzten Eisenbahntransportschutz-Batterie für notwendig erachtet wurde. Der Brigadestab konnte damit künftig selbstständig und schnell auf akute Bedrohungen reagieren und die erforderlichen Schutzmaßnahmen in den besetzten Gebieten sowie in Deutschland in die Wege leiten. Die Flak-Brigade vereinigte jedoch nicht nur Flakschutzeinheiten der Eisenbahntransporte, sondern auch die für Binnengewässer verantwortlichen Flakschutzeinheiten auf sich, welche mit dem Luftschutz von Fluss- und Binnenseenschiffen betraut worden waren. Am 1. November 1944 unterstand dem Brigadestab das
- Flak-Regiment 50 (E.Tr.)
- Flak-Regiment 159 (E.Tr.) sowie das
- Flak-Regiment 255 (E.Tr.)

Die Feuerkraft der Brigade belief sich jedoch nur auf 50 leichte Flak-Batterien. Im Hinblick auf die gestiegenen Aufgaben des Transportluftschutzes ab Frühjahr 1945 wurde die Umwandlung des Brigadestabes in den Divisionsstab der 30. Flak-Division (E.Tr.) befohlen, der am 3. April 1945 vollzogen wurde. Zuvor war bereits die Zahl von ursprünglichen 50 Flak-Batterien auf 90 erhöht worden.